# Elwyn Berlekamp
Elwyn Berlekamp   (Dover, 6 de setembre de 1940 - Piedmont, 9 d'abril de 2019) fou un matemàtic estatunidenc, professor emèrit de matemàtica i EECS a la University of California, Berkeley. Berlekamp era conegut per la seva obra en la teoria de codis i la teoria de jocs combinatòria.

## Algunes obres
- Block coding with noiseless feedback. Tesi del Massachusetts Institute of Technology, Dept. of Electrical Engineering, 1964.
- Algebraic Coding Theory, Nova York: McGraw-Hill, 1968. Revised ed., Aegean Park Press, 1984, ISBN 0-89412-063-8.
- (amb John Horton Conway i Richard K. Guy) Winning Ways for your Mathematical Plays.
  - 1st edition, New York: Academic Press, 2 vols., 1982;[3] vol. 1, hardback: ISBN 0-12-091150-7, paperback: ISBN 0-12-091101-9; vol. 2, hardback: ISBN 0-12-091152-3, paperback: ISBN 0-12-091102-7.
  - 2nd edition, Wellesley, Massachusetts: A. K. Peters Ltd., 4 vols., 2001–2004; vol. 1: ISBN 1-56881-130-6; vol. 2: ISBN 1-56881-142-X; vol. 3: ISBN 1-56881-143-8; vol. 4: ISBN 1-56881-144-6.
- (with David Wolfe) Mathematical Go. Wellesley, Massachusetts: A. K. Peters Ltd., 1994. ISBN 1-56881-032-6.[4]
- The Dots-and-Boxes Game. Natick, Massachusetts: A. K. Peters Ltd., 2000. ISBN 1-56881-129-2.